# Silvio Messinetti
Silvio Messinetti (Cerzeto, 4 gennaio 1902 – Crotone, 16 ottobre 1996) è stato un medico, dirigente sportivo e politico italiano di etnia arbëreshë, soprannominato Il medico dei poveri, sindaco di Crotone dal 1946 al 1957 e presidente del Crotone Calcio dal 1945 al 1965.

## Biografia
Ottenuta la maturità classica al liceo classico Bernardino Telesio di Cosenza si iscrisse alla Facoltà di Medicina dell'Università "La Sapienza" di Roma, dove ottenne la laurea con il massimo dei voti col prof. Pietro Valdoni.
Approdato a Crotone nel 1930 sposò Carmela Madia, una donna appartenente alla ricca borghesia agraria. Nello stesso anno Messinetti iniziò l'attività di assistente medico presso l'ospedale civile della città, fino a diventare medico primario.
Nel 1939 si diede alla carriera politica, divenendo prima vicepodestà fascista di Crotone e poi sindaco della città dal 1946 fino al 1957. Venne inoltre eletto deputato nelle file del Partito Comunista per quattro legislature consecutive (I, II, III e IV).
Fu altresì presidente del Crotone Calcio dal 1945 al 1965.
Morì a Crotone il 16 ottobre 1996.

## Galleria d'immagini

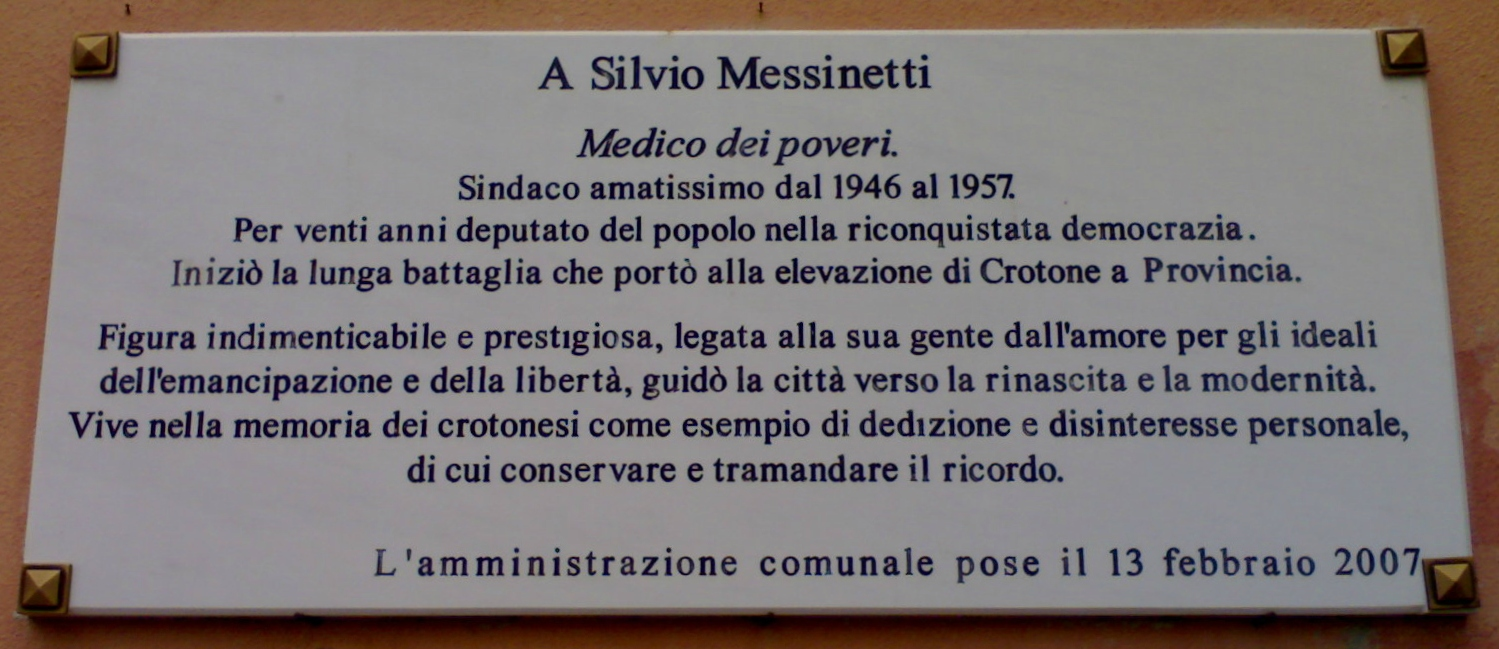
Una targa commemorativa in ricordo di Silvio Messinetti situata in piazza Duomo a Crotone.